# Chương trình theo dõi Kepler
Chương trình theo dõi Kepler, Kepler-Follow-up Program, KFOP, là một chương trình được thực hiện để tiến hành quan sát tiếp theo trên các đối tượng quan tâm của Kepler (KOI), hoặc các tín hiệu được chú ý bởi tàu vũ trụ Kepler có thể chỉ ra sự hiện diện của một hành tinh quá cảnh qua ngôi sao chủ của nó. Bởi vì sử dụng phương thức vận chuyển để tìm các hành tinh có xu hướng cũng mang lại một số lượng lớn các trường hợp dương tính giả, KFOP được dự định để loại trừ các dương tính giả giữa các KOI và được xác nhận nhiều hơn về các mục tiêu của Kepler.